# 斗井駅
斗井駅（トゥジョンえき）は、大韓民国忠清南道天安市西北区斗井洞にある、韓国鉄道公社（KORAIL）の駅。

## 乗り入れ路線
当駅に乗り入れる路線は、線路名称上は京釜線と天安直結線の2路線で、天安直結線は当駅が起点である。
天安直結線は当駅の南方で京釜線から分岐し、隣の天安駅で長項線に接続する京釜線の支線で、長項線に直通する全列車がこの直結線を経由する。
当駅には電車線を走る首都圏電鉄1号線電車のみが停車する。駅番号はP168。

## 駅構造
島式ホーム2面4線の間に通過線3線がある合計2面7線の地上駅で橋上駅舎を持つ。
出口は1ヶ所ある。

### のりば
| 1・2 | ●1号線（天安直結線） | 天安・牙山・温陽温泉・新昌方面   |
| 3・4 | ●1号線（京釜電鉄線） | 水原・九老・ソウル駅・清凉里方面 |

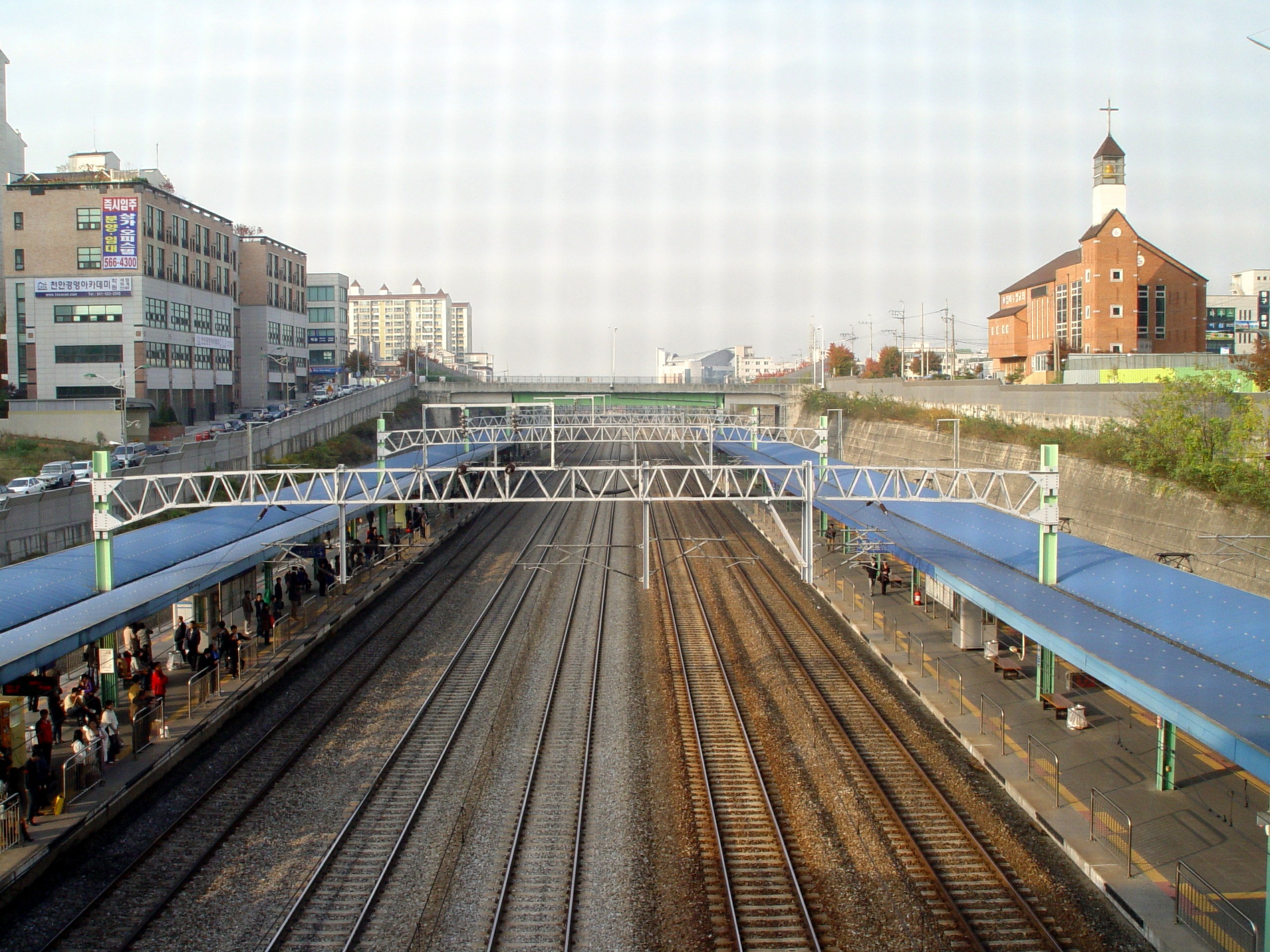
ホーム全景（2008年撮影）

## 利用状況
利用者の大半が学生を占めている。学期中と休暇中との比較データから、学期中は1日平均乗車人員は9000人代に対し、休暇中は4000人程度に落ち込む。
近年の一日平均乗車人員推移は下記の通り。
| 路線        | 乗車人員 | 乗車人員 | 乗車人員 | 乗車人員 | 乗車人員 | 乗車人員 | 乗車人員 | 乗車人員 | 注 釈 |
| 路線        | 2005年   | 2006年   | 2007年   | 2008年   | 2009年   | 2010年   | 2011年   | 2012年   | 注 釈 |
| ----------- | -------- | -------- | -------- | -------- | -------- | -------- | -------- | -------- | ----- |
| ●京釜電鉄線 | 3897     | 4572     | 4840     | 5244     | 5817     | 6137     | 6559     | 6597     | [ 2 ] |

## 駅周辺
当駅は天安の中心市街地の北端に位置する。
- 天安新垈初等学校
- 天安福祉会館
- 公州大学校 天安キャンパス
- 韓国技術教育大学校（朝鮮語版） 第2キャンパス
- 檀国大学校 天安キャンパス
- 祥明大学校 天安キャンパス
- 白石大学校
- 湖西大学校 天安キャンパス
- 白石文化大学校
- 富城１洞住民センター
- 富城治安センター
- 北一高等学校（朝鮮語版）
- 北一女子高等学校（朝鮮語版）
- 京釜高速道路 天安インターチェンジ（朝鮮語版）

## 歴史
- 1979年6月15日 - 信号場として開業。
- 1987年7月1日 - 天安駅の管理に指定。
- 2005年1月20日 - 京釜電鉄線の延伸開業に伴い、信号場から駅に格上げ。

## 副駅名の問題
2006年、白石大学校が3年間の副駅名の使用料1億3600万ウォンを支払い、副駅名を白石大学校にしようとした。しかし、近隣の大学からの苦情を理由に副駅名の追加を保留されると、白石大学校からの反発が起きた。

## 隣の駅
韓国鉄道公社　
●1号線
A急行・B急行　
成歓駅 (P166) - 斗井駅 (P168) - 天安駅 (P169)　
緩行　
稷山駅 (P167) - 斗井駅 (P168) - 天安駅 (P169)　